# Derewjanky (obwód winnicki)
Derewjanky (ukr. Дерев'янки, pol. hist. Derewianka) – wieś na Ukrainie, w obwodzie winnickim, w rejonie szarogrodzkim.